# Pháp chế

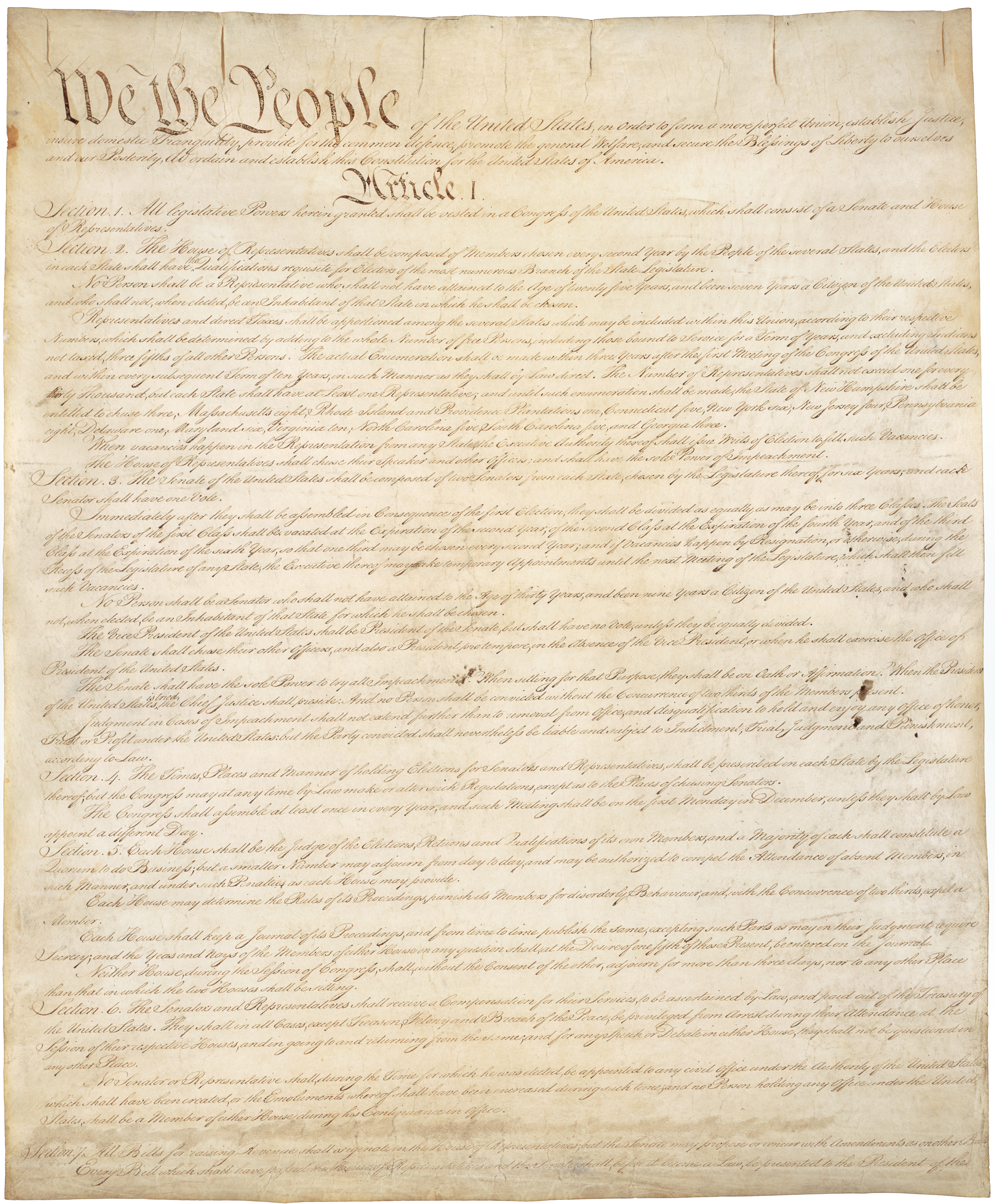
Hiến pháp Hoa Kỳ

Pháp chế là một chế độ và trật tự pháp luật trong đó tất cả các cơ quan Nhà nước, các tổ chức xã hội và mọi công dân đều phải tôn trọng và thực hiện pháp luật một cách nghiêm chỉnh, triệt để và chính xác. Pháp chế cũng biểu thị quá trình tạo lập nên pháp luật. Pháp chế và pháp luật có quan hệ mật thiết với nhau, nhưng không đồng nhất. Pháp chế thể hiện sự đòi hỏi và những yêu cầu đối với các chủ thể pháp luật, phải triệt để tôn trọng và nghiêm chỉnh thực hiện pháp luật trong đời sống xã hội. Sau Cách mạng Tháng Mười Nga, Lênin có đưa ra thêm khái niệm Pháp chế xã hội chủ nghĩa, theo đó Pháp chế xã hội chủ nghĩa được hiểu là một chế độ đặc biệt của đời sống chính trị-xã hội, trong đó tất cả các cơ quan nhà nước, các tổ chức kinh tế, tổ chức xã hội, đơn vị vũ trang nhân dân, nhân viên nhà nước và mọi công dân đều phải tôn trọng và thực hiện Hiến pháp, pháp luật một cách nghiêm chỉnh, triệt để, chính xác. Mọi hành động xâm phạm lợi ích của nhà nước, quyền, lợi ích của tập thể, của công dân đều bị xử lý theo pháp luật.